# Matthias Iken
Matthias Iken (* 16. April 1970) ist ein deutscher Journalist und Autor.
Iken studierte von 1991 bis 1997 Politik und Publizistik an der Westfälischen Wilhelms-Universität Münster und der Högskolan i Växjö (Schweden). Nach freier Mitarbeit bei den Regionalzeitungen Wildeshauser Zeitung und Nordwest-Zeitung zwischen 1987 und 1996 arbeitete er 1997 für mehrere Monate als Redaktionsassistent für die illustrierte Publikumszeitschrift Gala und danach als Redakteur für das Wirtschaftsmagazin Geldidee. Zu Beginn des Jahres 1999 kam er als Redakteur zur Tageszeitung Die Welt nach Berlin. 2000 stieg er zum leitenden Redakteur auf; er war in Frankfurt am Main und München tätig. Im gleichen Jahr veröffentlichte er zusammen mit Holger Zschapitz ein Einführungsbuch zu Börse und Aktienanlage. Unter anderem arbeitete er bei der Welt als Korrespondent für Norddeutschland in Hamburg. 2004 wurde er Leiter der Hamburg-Redaktion der Welt und der Welt am Sonntag.
Seit Oktober 2008 ist er stellvertretender Chefredakteur beim Hamburger Abendblatt. Iken lebt in Hamburg-Othmarschen und ist dort für seine Zeitung „Stadtteil-Pate“.

## Schriften
- mit Holger Zschäpitz: Börse frontal: Risiko und Vorsicht – mit Bulle und Bär zur besten Anlagestrategie. Econ, München 2001, ISBN 3-430-19981-6.
- mit Jörn Lauterbach (Redaktion), Claire Lenkova (Illustrationen): Hamburger Momente: 100 Kolumnen mit ganz besonderen Einblicken in den Alltag der Hansestadt (= Hamburger-Abendblatt-Edition). Hamburger Abendblatt, Hamburg 2010, ISBN 978-3-939716-36-5.